# Chapelle Sainte-Constance de Blois
Aujourd'hui disparue, la chapelle Sainte-Constance  était, au Moyen Âge tardif, le lieu de culte privilégié de la cour des comtes de Blois à partir du XIVe siècle et par conséquent, puis de celle des ducs d'Orléans puis du roi Louis XII. Correspondant à l'emplacement de l'actuelle maison de la Magie, l'édifice se tenait sur le côté est de l'éperon du château, alors séparé par les remparts du reste la ville, et notamment du Bourg-Moyen et de l'église Saint-Martin-aux-Choux, situés juste en contrebas.

## Histoire
La première mention de la chapelle Sainte-Constance connue à ce jour remonte à 1352,, ce qui correspond à la régence de Jeanne de Beaumont en attente de la majorité du comte Louis II de Blois-Châtillon.
Lors de l'accession du duc Louis II d'Orléans au trône de France en tant que Louis XII, en 1498, la chapelle était déjà connue pour sa fréquentation par les nobles du pays ainsi que pour son verger situé sur le coteau nord.
Néanmoins, l'édifice fut détruit au tout début du XVIe siècle afin de construire le logis de Jean Milleteau, un courtisan de Louis XII.